# Жан-Жорж Новер
Жан-Жорж Новер (на френски: Jean-Georges Noverre) е френски балетмайстор, който остава в историята като най-големия реформатор и теоретик на хореографското изкуство.
Смятан е за баща на балета в днешния му вид. Новер е хореографът, който въвежда характерните позиции на ръцете и краката, които са в основата на класическия танц. Знаменитият балетмайстор е работил в парижката „Гранд опера“ и в операта в Лондон. Поставил е над 80 балета.
През 1760 г. излиза неговият труд „Писма за танца и балетите“, който полага основите на балетното „законодателство“, В книгата той обосновава принципите на балета като сценично изкуство, обединяващо танца, пантомимата, музиката и изобразителните изкуства.
През 1982 г. на състоялата се в София сесия на ЮНЕСКО по инициатива на Международния театрален институт е взето решение рожденият ден на Жан-Жорж Новер 29 април да се чества като Международен ден на балета.
Негови учители са били Жан-Дени Дюпор и Люи Дюпре. През 1743 г. Новер получава първия си ангажимент като артист на Парижкия театър. Постъпва в придворната опера в Берлин (1745), след това танцува в Марсилия, а през 1750 г. вече е балетмайстор на трупата в Лион.
Първият известен балет на Новер – „Китайски празник“, е поставен в Марсилия, Страсбург и Лион, но най-голям успех има в Париж, където е показан през 1754 г. С този балет започва първият период от творчеството на Новер. Той се смята за преходен период по пътя към създаването на действения балет. Този етап е ограничен в рамките на 50-те години на 18 век и е кратък в сравнение с целия активен живот на Новер. Към същия период спадат и балетите „Източник на младост“, „Фламандски увеселения“, „Тоалетът на Венера“.
През 1767 година Новер започва да играе в два Виенски театъра, като хореограф и като учител.
През 1776 година той най-сетне бил назначен за балемайстор на Парижката опера.Първият му спектакъл бил “Апеллес и Кампаса”. Балетът бил приет добре ,но не с очаквания успех.
Той нарушава 3те единства на Класицизма - Място,действие,време.
В Щутгард той намира сводода да се развива и да изрази себе си  .